# Amporn Amparnsuwan
Amporn Amparnsuwan ist ein ehemaliger thailändischer Fußballspieler.

## Karriere
Amporn Amparnsuwan stand bis Ende 1999 beim TOT SC unter Vertrag. Wo er vorher gespielt hat, ist unbekannt. Der Verein aus Lak Si, einem Stadtbezirk der thailändischen Hauptstadt Bangkok, spielte in der ersten Liga, der Thai Premier League. Die Saison 1996/97 wurde Amporn mit 21 Treffern Torschützenkönig der Liga. Ende 1999 beendete er seine Karriere als Fußballspieler.

## Auszeichnungen
Thai Premier League
- Torschützenkönig: 1996/97
- Spieler des Jahres: 1996/97